# Кари Чапман Кет
Кари Чапман Кет (енгл. Carrie Chapman Catt; Рипон, 9. јануар 1859 — Њу Рошел, 9. март 1947) била је америчка суфражеткиња активна у кампањи за усвајање 19. амандмана Устава САД којим су жене у тој држави 1920. године добиле право гласа. Била је председница „Националне америчке суфражетске асоцијације“ и оснивачица „Лиге жена гласачица“ и „Интернационалне алијансе жена“.